# Nya synagogan i Dresden
Nya synagogan i Dresden (tyska: Neue Synagoge) är en synagoga i Dresden i Tyskland, som invigdes 2001. Den nya synagogan i Dresden uppfördes på samma plats som där Gottfried Sempers gamla synagoga tidigare låg, som förstördes 1938.
Synagogan utsågs 2002 till årets europeiska byggnad.